# Pecöl
Pecöl község Vas vármegyében, a Sárvári járásban.

## Fekvése
Sárvártól 10 kilométerre délnyugatra fekszik a Gyöngyös-patak mellett, a Gyöngyös, a Kozár-Borzó-, és a Boláta-patakok találkozásánál helyezkedik el.
Főutcája a 8443-as út, közúton csak azon érhető el a megyeszékhely Szombathely és Ikervár felől is. Vasútvonal nem érinti.

## Története
A település első okleveles említése 1329-ből származik Pecul alakban. Ennél sokkal régebbi lehet, minden bizonnyal arról a hasonló nevű főemberről kapta nevét, akit a krónikák az 1040-es években említenek. A név eredete a régi magyar Pecli személynév, mely a német Pezili személynévből származik. A későbbiek során 1353-ban Pecyl, 1377-ben Pechel, 1405-ben Peczel, 1426-ban Pechul, 1457-ben Pecel alakban szerepel az írott forrásokban. Múltjában fontos szerep jut az apátságnak és templomnak.
Többek közt a Zarka, Kopasz családoké, valamint a kapornaki konventé volt, 1496-ben részben a monyorókeréki uradalomhoz tartozott. 1428-ban Zarka Jánosnak 10 jobbágyportáról kellett volna innen adóznia. 1452-ben és 1455-ben a kapornaki konventhez tartozó részében a Boldogságos Szűz tiszteletére szentelt templomát, 1475-ben plébánosát említik.
1613-ban az Erdődy család tulajdona lett. Bencés apátsága a török időkben elpusztult, jelenlegi apátságát az Erdődy család alapította.
Vályi András szerint „PÉCZÖL. Elegyes falu Vas Vármegyében, földes Ura Gróf Erdődy Uraság, lakosai katolikusok, fekszik Ikérvárhoz 3/7 mértföldnyire, szántó földgyei termékenyek, fája tüzre, és legelője elég, valamint réttye is, erős lovakat tartanak, mellyekkel haszonnal fuvaroznak, első osztálybéli.”
Fényes Elek szerint „Péczöl, magyar falu, Vas vmegyében, a Gyöngyös mellett: 550 kath. lak. Ut. p. Szombathely. Kath. paroch. templom. Van itt egy apátság, melly 1532 előtt a jákival egyesitve volt, de most mint különös apátságot az Erdődy grófi nemzetség szokta elajándékozni. Lakosai jó lovakat nevelnek. F. u. gr. Erdődy Kajetán.”
Vas vármegye monográfiájában így írnak a községről: "Peczöl. Gyöngyösmenti magyar község, 114 házzal és 945 r. kath. és ág. ev. vallású lakossal. Postája helyben van, távirója Sárvár. Itt ömlik a Kozár patak a Gyöngyösbe. Körjegyzőségi székhely. A lakosok katholikus olvasókört tartanak fenn. A községben Szent-Benedekrendi apátság van, mely 1532 előtt a jaáki apátsággal volt egyesítve, azonban a törökök elpusztították. Javai az Ellerbach, később az Erdődy -család birtokába jutván, ez alapította a "Kisasszonyról, az angyalok királynéjáról" czímzett jelenlegi peczöli apátságot. Kath. temploma a mult század végén épült."
1910-ben 1106 magyar lakosa volt, Vas vármegye Sárvári járásához tartozott.

## Közélete

### Polgármesterei
- 1990–1994: Tar Zoltánné (független)[7]
- 1994–1998: Tar Lajosné (független)[8]
- 1998–2002: Tar Zoltánné (független)[9]
- 2002–2006: Tar Zoltánné (független)[10]
- 2006–2010: Mándli János (független)[11]
- 2010–2014: Mándli János (független)[12]
- 2014–2019: Mándli János (független)[13]
- 2019–2024: Mándli János (független)[14]
- 2024– : Mándli János (független)[1]

## Népesség
A település népességének változása:
| Lakosok száma | 817  | 813  | 804  | 753  | 731  | 729  | 747  |
|               | 2013 | 2014 | 2015 | 2021 | 2022 | 2023 | 2024 |

A 2011-es népszámlálás során a lakosok 87,7%-a magyarnak, 0,3% románnak mondta magát (12,3% nem nyilatkozott; a kettős identitások miatt a végösszeg nagyobb lehet 100%-nál). A vallási megoszlás a következő volt: római katolikus 73,6%, református 2,3%, evangélikus 1,4%, felekezet nélküli 3,6% (19% nem nyilatkozott).
2022-ben a lakosság 94,5%-a vallotta magát magyarnak, 0,5% németnek, 0,3% románnak, 0,1% cigánynak, 0,7% egyéb, nem hazai nemzetiségűnek (5,5% nem nyilatkozott; a kettős identitások miatt a végösszeg nagyobb lehet 100%-nál). Vallásuk szerint 60,3% volt római katolikus, 1,9% református, 0,8% evangélikus, 0,5% görög katolikus, 0,1% izraelita, 0,1% egyéb keresztény, 1% egyéb katolikus, 3,3% felekezeten kívüli (31,7% nem válaszolt).

## Nevezetességei
A Kisboldogasszony tiszteletére szentelt római katolikus temploma a 18. század végén épült.

## Gazdaság és kultúra
A település infrastrukturális ellátottsága jó: vezetékes ivóvíz, gázvezeték, telefonhálózat, korszerű közvilágítás, felújított járdák, aszfaltos utak, szervezett szemétszállítás szolgálják a lakosságot. A munkanélküliség alacsony, a munkavállalók többsége ingázik. A településen a Rózsamajor TÉSZ és néhány egyszemélyes vállalkozás működik. Az Általános Művelődési Központ közös fenntartású intézmény: 3 település gyermekei tanulnak itt, illetve járnak óvodába. Szűkebb környezetében központi szerepet tölt be a község, mivel az oktatási feladatokon túl körjegyzőségi székhely és egészségügyi központ is.

## Külső hivatkozások
- Pecöl térképe Archiválva 2007. november 10-i dátummal a Wayback Machine-ben